# 10972 Merbold
10972 Merbold là một tiểu hành tinh vành đai chính với chu kỳ quỹ đạo là 1399.5338775 ngày (3.83 năm).
Nó được phát hiện ngày 29 tháng 9 năm 1973.